# Amerykański LEF
Amerykański LEF (ang. American LEF) – grupa pisarzy i malarzy działająca w Stanach Zjednoczonych w 1924.
Grupa łączyła twórców nastawionych awangardowo. W twórczości grupy występowały motywy, takie jak kubofuturyzm, antyestetyzm, urbanizm, kult formy. Liderem grupy był Rosjanin Dawid Burluk, który po przyjeździe do Stanów Zjednoczonych poznał artystów związanych z wydawnictwem Hammer and Sickle, okazujących zainteresowanie kulturą rosyjską. Nazwą grupy nawiązywała do radzieckiego Lewicowego Frontu Sztuk. Grupa wydała trzy numery almanachu  Kitowras (jego nazwa została przejęta od rosyjskiego wydawnictwa założonego przez Wasilija Kamienskiego).